# フォーラムエンジニアリング
株式会社フォーラムエンジニアリング（英: Forum Engineering Inc.）は、労働者派遣事業を中心に、職業のあっせん、障害者福祉事業等の各種事業を展開する日本の企業。

## 概要
事業の中心は企業に対し労働者を派遣する、いわゆる派遣会社である。このうち、労働者派遣については主に技術系の案件、人材に特化した事業を展開しており、所属する労働者の大部分は「特定労働者派遣（常用型派遣）」として同社に雇用される形態をとる。

## 事業内容
取扱分野は案件の多い順に「自動車関連」「電気電子/精密機器」「機械関連」
「家電/AV/IT」

## 福利厚生・雇用環境
有期雇用の「一般派遣」会社と違い、同社の雇用形態は多くの場合「特定派遣」と呼ばれる常用型（正規雇用）の形態をとる（全ての労働者というわけではない）。このため従業員は社会保険加入となる。健康保険組合を持ち、確定拠出年金への加入も。
同社所属の技術社員（派遣社員）は、特定の役職は伴わない場合が多いが、同社は特に「テクノアーティスト（TA）」と呼称し、名刺にも肩書きとして表記される。この「テクノアーティスト」は同社の登録商標である。
自社公表によれば、平均標準報酬月額 178,234円

## 製麺事業
製麺事業については、ラーメン店の展開など、一部外食産業への参入も見られる。ラーメン店は東京都台東区などに店舗を構える。

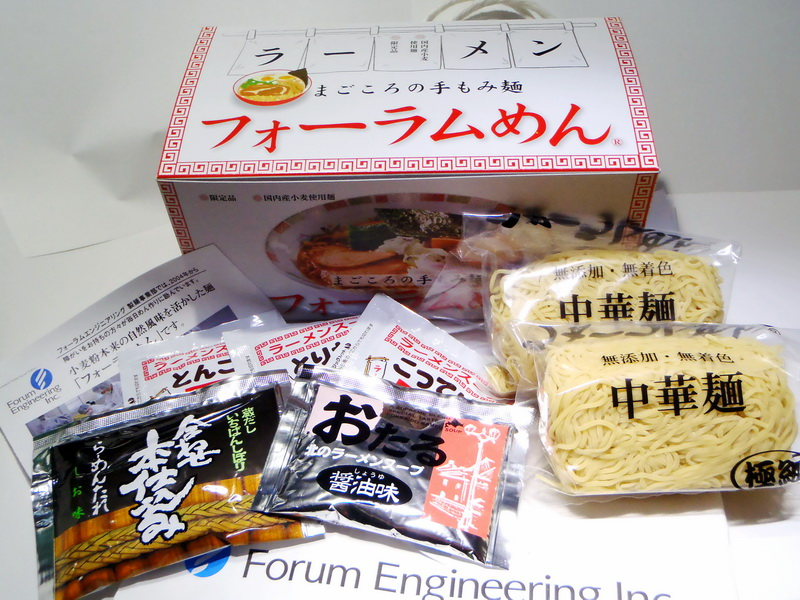
製麺事業部の製品、フォーラムめん。
来社土産等に用いられる非売品。

### 解雇についての報道
2009年（平成21年）、製麺事業部において業績不振から身体障害者の労働者24人の予告解雇を実施しようとしたところ全国一般東京東部労組フォーラムエンジニアリング支部を結成し団体交渉を行い 、予告解雇を撤回したという報道がなされたことがある。

## 提供番組
- 名作の風景 - TBS、一社提供、1999年3月まで
- 報道ステーション - テレビ朝日系列、2014年10月から終了時期不明

この他、提供時期は不明だが、以下のスポットニュースのスポンサーを担当していた。
- NNNニューススポット - 日本テレビ、日曜夜
- FNNレインボー発 -フジテレビ、木曜日
- ニュースブレイク -テレビ東京、提供曜日不明